# Лисенко Сергій Миколайович
Сергій Миколайович Ли́сенко (15 вересня 1921, Городище — 31 липня 1982, Київ) — український радянський живописець; член Спілки радянських художників України з 1960-х років.

## Біографія
Народився 15 вересня 1921 року у місті Городищі (нині Черкаська область, Україна). У Червоній армії з жовтня 1941 року. Брав участь у німецько-радянській війні. Нагороджений двома орденами Червоної Зірки (5 травня 1944; 30 березня 1945), орденом Вітчизняної війни II ступеня (11 лютого 1945), медаллю «За оборону Москви».
Член ВКП(б) з 1950 року. 1952 року закінчив Київський художній інститут, де навчався зокрема у Сергія Григор'єва, Георгія Меліхова, Костянтина Єлеви, Карпа Трохименка.
Мешкав у Києві, в будинку на бульварі Лихачова, № 5, квартира № 16. Помер у Києві 31 липня 1982 року.

## Творчість
Працював у галузі станкового живопису. Створював натюрморти, пейзажі, тематичні картини у стилі соціалістичного реалізму. Серед робіт:
- «На автостраді» (1956);
- «Полудень» (1960);
- «День нової вулиці» (1963);
- «Ніч минула» (1965);
- «Молоді паростки» (1967);
- «Київські корабели» (1970);
- «Під гармонь» (1970);
- «У вихідний день» (1971);
- «Ударна бригада» (1975);
- «Бузок» (1980-ті).

Брав участь у республіканських виставках з 1952 року, всесоюзних — з 1958 року, закордонних — з 1960 року.